# 3T
3T é um trio musical estadunidense de R&B/pop, formado pelos três filhos do integrante do grupo Jackson 5 Tito Jackson. É composto por Taj, Taryll e T.J. Jackson. Seu tio Michael Jackson foi seu mentor e contratou o trio para sua gravadora MJJ Music. Em 1995, lançou seu álbum de estreia, Brotherhood, o qual alcançou entradas em diversas tabelas musicais pelo mundo, sobretudo europeias, lhe rendendo certificações em sete territórios. Ao longo dos anos, o 3T lançou mais dois álbuns de estúdio, Identity (2004) e Chapter III (2015).      

## História

### 1995–1999: Início eBrotherhood
Previamente a seu lançamento oficial, o 3T fez uma aparição na trilha sonora da minissérie da emissora ABC, The Jacksons: An American Dream com "You Are the Ones". O trio também fez parte da trilha sonora do filme Free Willy com "Didn't Mean to Hurt You" e de sua sequência Free Willy 2: The Adventure Home (1995) com "What Will It Take". Em agosto de 1995, o 3T lançou seu single de estreia, "Anything",  alcançando êxito internacional, precedendo o lançamento de seu álbum de estreia. Além deste, o grupo também lançou mais um single intitulado "24/7" e por fim seu primeiro álbum de estúdio intitulado Brotherhood, foi lançado em novembro de 1995, adquirindo entradas em tabelas musicais pelo mundo, sobretudo europeias. O 3T lançou mais singles que foram exitosos na Europa como "Why" (um dueto com seu tio Michael Jackson), "I Need You" (que contém uma breve aparição de Michael), "Tease Me" e "Gotta Be You". Em 1996, tornou-se o segundo grupo mais vendido na Europa. No início de 1997, realizou uma turnê europeia de sucesso apoiando seu álbum Brotherhood e fez parte parte da trilha sonora do filme Men in Black com a faixa "Waiting For Love". Em 1999, fez parte da trilha sonora do filme Trippin'  com a faixa "Thinkin'".

### 2000–2009: Foco europeu comIdentitye aparições na televisão
No início da década de 2000, o 3T preparou um álbum que não pode lançar devido a conflitos de Michael Jackson (MJJ Music) com a Sony. Em 2003, após assinar com a gravadora francesa TF1/NRJ, o trio continuou a se apresentar na europa. No ano seguinte, assinou com um selo dos Países Baixos intitulado Digidance, para lançamentos, aparições e apresentações locais. Em 23 de março de 2004, lançou o seu segundo álbum de estúdio Identity, composto pelo lançamento de dois singles que não foram lançados fora da Europa, sendo eles: "Stuck On You" (2003) , uma versão cover de Lionel Richie e "Sex Appeal" (2004). 
Em 2007, o 3T realizou uma aparição na série de televisão britânica This Is David Gest, inclusive gravando sua canção tema "Crazy Kinda Guy". No ano seguinte, Taj e TJ Jackson juntamente com o pai, participaram de um documentário exibido no mesmo ano pela emissora britânica Channel 4 de nome The Jacksons are Coming. Mais tarde, em 2009, o 3T participou do programa estadunidense The Jacksons: A Family Dynasty exibido pela emissora A&E.

## Integrantes
- Tariano Adaryll Jackson II ("Taj") nascido em 4 de agosto de 1973
- Taryll Adren Jackson ("Taryll") nascido em 8 de agosto de 1975
- Tito Joe Jackson ("TJ") nascido em 16 de julho de 1978

## Discografia

### Álbuns de estúdio
| Detalhes do álbum                                                           | Melhores posições nas tabelas | Melhores posições nas tabelas | Melhores posições nas tabelas | Melhores posições nas tabelas | Melhores posições nas tabelas | Melhores posições nas tabelas | Melhores posições nas tabelas | Melhores posições nas tabelas | Melhores posições nas tabelas | Melhores posições nas tabelas |
| Detalhes do álbum                                                           | EUA                           | AUS                           | BEL                           | FRA                           | ALE                           | PB                            | NOR                           | SUE                           | SUI                           | RU                            |
| --------------------------------------------------------------------------- | ----------------------------- | ----------------------------- | ----------------------------- | ----------------------------- | ----------------------------- | ----------------------------- | ----------------------------- | ----------------------------- | ----------------------------- | ----------------------------- |
| Brotherhood - Lançamento: 7 de novembro de 1995 - Gravadora: MJJ Music, 550 | 127                           | 22                            | 5                             | 2                             | 30                            | 12                            | 23                            | 25                            | 25                            | 11                            |
| Identity - Lançamento: 29 de dezembro de 2004 - Gravadora: Digidance        | —                             | —                             | —                             | 74                            | —                             | 32                            | —                             | —                             | —                             | —                             |
| Chapter III - Lançamento: 6 de novembro de 2015 - Gravdora: Warrior         | —                             | —                             | —                             | —                             | —                             | —                             | —                             | —                             | —                             | —                             |

### Coletâneas
- 3T Meets the Family of Soul (2005)

### Singles
| Ano  | Título                                               | Melhores posições nas tabelas | Melhores posições nas tabelas | Melhores posições nas tabelas | Melhores posições nas tabelas | Melhores posições nas tabelas | Melhores posições nas tabelas | Melhores posições nas tabelas | Melhores posições nas tabelas | Melhores posições nas tabelas | Melhores posições nas tabelas | Álbum                |
| Ano  | Título                                               | EUA                           | AUS                           | AUT                           | BEL                           | ALE                           | IRL                           | PB                            | NZ                            | SUI                           | RU                            | Álbum                |
| ---- | ---------------------------------------------------- | ----------------------------- | ----------------------------- | ----------------------------- | ----------------------------- | ----------------------------- | ----------------------------- | ----------------------------- | ----------------------------- | ----------------------------- | ----------------------------- | -------------------- |
| 1995 | "Anything"                                           | 15                            | 5                             | —                             | 13                            | 12                            | 2                             | 4                             | 4                             | 8                             | 2                             | Brotherhood          |
| 1996 | "Tease Me"                                           | —                             | —                             | —                             | —                             | —                             | —                             | —                             | 20                            | —                             | —                             | Brotherhood          |
| 1996 | "24/7"                                               | —                             | 29                            | —                             | —                             | 67                            | —                             | 14                            | 21                            | 32                            | 11                            | Brotherhood          |
| 1996 | "Why" (com participação de Michael Jackson)          | —                             | 46                            | 21                            | 19                            | 29                            | 14                            | 13                            | 9                             | 11                            | 2                             | Brotherhood          |
| 1996 | "I Need You"                                         | —                             | 17                            | —                             | 9                             | 22                            | 14                            | 5                             | 30                            | 9                             | 3                             | Brotherhood          |
| 1997 | "Gotta Be You" (com participação de Herbie Crichlow) | —                             | 61                            | —                             | 6                             | 84                            | —                             | 33                            | —                             | —                             | 10                            | Brotherhood          |
| 2003 | "Stuck on You"                                       | —                             | —                             | —                             | —                             | 100                           | —                             | 3                             | 45                            | 32                            | —                             | Identity             |
| 2004 | "Sex Appeal"                                         | —                             | —                             | —                             | 7                             | —                             | —                             | 27                            | —                             | 69                            | —                             | Identity             |
| 2004 | "If You Leave Me Now" (com participação de T-Rio)    | —                             | —                             | —                             | —                             | —                             | —                             | —                             | —                             | 86                            | —                             | Lançamento sem álbum |
| 2015 | "The Story of Love"                                  | —                             | —                             | —                             | —                             | —                             | —                             | —                             | —                             | —                             | —                             | Chapter III          |
| 2015 | "Power of Love"                                      | —                             | —                             | —                             | —                             | —                             | —                             | —                             | —                             | —                             | —                             | Chapter III          |

### Trilhas sonoras
| Ano  | Título                    | Descrição                                            | Ref.   |
| ---- | ------------------------- | ---------------------------------------------------- | ------ |
| 1992 | "You Are the Ones"        | Faixa utilizada em The Jacksons: An American Dream.  | [ 29 ] |
| 1993 | "Didn't Mean To Hurt You" | Canção utilizada em Free Willy                       | [ 1 ]  |
| 1995 | "What Will It Take"       | Canção utilizada em Free Willy 2: The Adventure Home | [ 29 ] |
| 1997 | "Waiting For Love"        | Canção utilizada em Men in Black                     | [ 3 ]  |
| 1999 | "Thinkin'"                | Canção utilizada em Trippin'                         | [ 29 ] |

## Filmografia
- The Jacksons: Next Generation (2015)[2]